# ナッピィモール
ナッピィモール（英語: Nappy Mall）は、石川県七尾市藤野町に位置するショッピングセンターである。
正式名称は「サンナナオ東部ショッピングセンター」（サンナナオとうぶショッピングセンター）。

## 概要
「七尾にハッピー」というコンセプトに、富山県の宅地開発企業であるグリーンステージが開発を手がけ、1999年（平成11年）11月11日にオープンした。
食品スーパーどんたくを中心に20店以上が出店している。
国道159号と国道249号藤橋バイパスが交差する藤野北交差点そばに位置し、市南部地区における商業施設の中心である。

## 施設

### 本棟
駐車・駐輪場
- 駐車場：510台
- 駐輪場：48台

テナント
- どんたくナッピィ店（総合食料品）
- 100円ショップポピア七尾店
- クスリのアオキ七尾店（ドラッグ）
- 酒のやまや七尾店（リカー）
- カーブス七尾（フィットネスクラブ）
- クリーニングサンコーナッピィ店（クリーニング）
- フードコートうらら（スナックコーナー）
- 日本ツアーシステム七尾ナッピィモール店（旅行）
- ハニーズ（婦人服）
- アイアール保険相談ひろば七尾ナッピィモール店（保険）[3]
- カットコムズ（理容）
- フラワーショップ野の花（生花）
- 梅屋常五郎（和菓子）
- ハクジュプラザ七尾店（医療機器・健康器具販売）
- フードコートうらら（ファーストフード）
- 武井モータース（自動車部品）

### 別棟
テナント
- きくざわ書店・ゲオ七尾店（書籍販売、CD・DVDレンタル・販売）
- ドコモショップ七尾店
- カレーのチャンピオン七尾店（カレー）
- コインランドリーラーム（コインランドリー）
- 笑楽（お好み焼・焼きそば）
- 水車小屋（精米）
- はま寿司七尾店（回転すし）
- バースデイ七尾店（子供用品）

## 交通アクセス
自動車
- 七尾市中心部からは、国道159号（国道160号・国道249号）川原町交差点を羽咋方面へ約5分。
- 羽咋市中心部からは国道159号鹿島バイパスを経由して約30分。
- 能越自動車道七尾ICより約5分。七尾城山ICより約5分。

鉄道
- 西日本旅客鉄道（JR西日本）七尾線七尾駅より車で5分。

バス
- 北鉄能登バス「藤野町」バス停で下車すぐ。
- 七尾市コミュニティバスまりん号東回り「サンライフプラザ」バス停下車、徒歩3分。

## 周辺施設
- 矢田郷地区コミュニティセンター・七尾サンライフプラザ
- 七尾市立七尾東部中学校
- 鵬学園高等学校
- 能登国分寺跡
- のと里山里海ミュージアム
- コメダ珈琲七尾店